# 익산 심곡사 칠층석탑 출토 금동불감 및 금동아미타여래칠존좌상
익산 심곡사 칠층석탑 출토 금동불감 및 금동아미타여래칠존좌상(益山 深谷寺 七層石塔 出土 金銅佛龕 및 金銅阿彌陀如來七尊坐像)은 2012년 대한민국 전북특별자치도 익산시 낭산면, 심곡사에 있는 칠층석탑을 해체ㆍ수리하는 과정에서 발견된 것이다. 2015년 12월 31일 예고를 거쳐, 2016년 2월 22일 대한민국의 보물 제1890호로 지정되었다.

## 보물 지정 사유
「익산 심곡사 칠층석탑 출토 금동불감 및 금동아미타여래칠존좌상」은 2012년 6월 석탑을 해체ㆍ수리하는 과정에서, 지대석 윗면에 마련된 사각형 홈(25.0×24.0 cm, 깊이 18.0 cm) 안에서 발견되었다. 불감은 밑판ㆍ좌우측면판ㆍ뒤판ㆍ뚜껑 등이 각각 1판으로 제작되었고, 문비만 2판으로 제작되었다. 뚜껑은 지붕의 네 면의 모를 죽인 녹정형(盝頂形)으로 정상에는 고리 2개가 달렸다. 감실의 내면 중앙벽면에는 타출기법으로 아미타여래설법도를 새기고, 문비에는 역동적인 금강역사를 배치하였다.
불감 안에서 불상 7좌가 발견되었다. 불감의 앞쪽에는 아미타여래와 관음ㆍ대세지보살상이, 뒤쪽에는 여래상 2좌와 관음보살ㆍ지장보살상이 있었다. 이들 불상은 대체로 높은 육계, 큼직한 연봉 모양을 한 정상계주, 잘록한 허리와 육감적이고 감각적인 신체 세부표현, 삼각형 모양으로 앙련(仰蓮)ㆍ복련(覆蓮)이 맞닿은 연화좌, 원반 모양 귀고리, U자형으로 두껍게 늘어진 목걸이 등을 하였다. 이러한 요소들은 여말선초 무렵에 원ㆍ명대 티베트 불교의 영향을 받아 유행한 소형 금동불상들과 양식적으로 상통한다. 발견된 불상들은 크게 2개 양식군으로 분류된다. 아미타여래삼존상은 티베트 불상 양식에 강하게 영향받았으며, 나머지 불보살상 4좌는 티베트 양식을 어느 정도 우리식으로 바꾸었다.
출처가 분명한 출토지에서 불보살상 7좌가 한 불감 안에서 온전하게 발견되었으며, 이 상들을 통해 여말선초기 원ㆍ명대 외래양식의 전래와 수용과정을 살필 수 있어 더할 나위 없이 중요하기 때문에, 국가지정문화재(보물)로 지정, 보호할 가치가 있다.

## 같이 보기
- 심곡사
- 익산 심곡사 칠층석탑 (전라북도의 유형문화재 제192호)

## 참고 자료
- 익산 심곡사 칠층석탑 출토 금동불감 및 금동아미타여래칠존좌상 - 국가유산청 국가유산포털